# عبدالرحمان بن دوست
عبدالرّحمان بن محمّدبن محمّد بن عزیز نیشابوری(تولد:۳۵۷هـ ق در نیشابور، مرگ:۴۳۱ هـ ق در نیشابور)، مشهور به ابن دوست و ابن دُرُست، از علما، ادیبان و شاعران تازی گوی ایرانی اواخر قرن‌چهارم و نیمه اوّل قرن پنجم هجری‌قمری، در عصر سامانیان بود.